# Найотейз (Канзас)
Найотейз (англ. Niotaze) — місто (англ. city) в США, в окрузі Шотоква штату Канзас. Населення — 90 осіб (2020).

## Географія
Найотейз розташований за координатами 37°4′2″ пн. ш. 96°0′52″ зх. д. / 37.06722° пн. ш. 96.01444° зх. д. (37.067346, -96.014469).  За даними Бюро перепису населення США в 2010 році місто мало площу 0,96 км², з яких 0,95 км² — суходіл та 0,00 км² — водойми.

## Демографія
Згідно з переписом 2010 року, у місті мешкали 82 особи в 33 домогосподарствах у складі 22 родин. Густота населення становила 86 осіб/км².  Було 49 помешкань (51/км²).
Расовий склад населення:
| - 85,4 % — білих - 7,3 % — корінних американців |

До двох чи більше рас належало 7,3 %. Частка іспаномовних становила 0,0 % від усіх жителів.
За віковим діапазоном населення розподілялося таким чином: 25,6 % — особи молодші 18 років, 52,4 % — особи у віці 18—64 років, 22,0 % — особи у віці 65 років та старші. Медіана віку мешканця становила 42,0 року. На 100 осіб жіночої статі у місті припадало 134,3 чоловіків;  на 100 жінок у віці від 18 років та старших — 103,3 чоловіків також старших 18 років.
Середній дохід на одне домашнє господарство  становив 51 461 долар США (медіана — 44 167), а середній дохід на одну сім'ю — 43 294 долари (медіана — 33 333). За межею бідності перебувало 18,1 % осіб, у тому числі 55,6 % дітей у віці до 18 років та 0,0 % осіб у віці 65 років та старших.
Цивільне працевлаштоване населення становило 43 особи. Основні галузі зайнятості: виробництво — 37,2 %, інформація — 16,3 %, науковці, спеціалісти, менеджери — 14,0 %.